# Rubber Ball
Rubber Ball is een lied uit 1960, voor het eerst op de plaat gezet door de Amerikaanse zanger Bobby Vee. Met dit nummer, dat zowel in de Verenigde Staten als in het Verenigd Koninkrijk een hit werd, brak hij internationaal door. Het is geschreven door Gene Pitney onder het pseudoniem A. Orlowski (de achternaam van zijn moeder) samen met Aaron Schroeder.
Voor de achterkant van zijn plaat nam Bobby Vee Everyday op, een liedje van Buddy Holly. Het was in 1957 de achterkant van Peggy Sue geweest. De single bereikte de zesde plaats in de Billboard Hot 100 en de vierde plaats in de Britse UK Singles Chart. In Australië was de plaat met een eerste plaats zijn grootste hit. In Nederland bereikte Rubber Ball de 18e plaats.
De ik-figuur in het liedje heeft een geliefde die met zijn gevoelens speelt, maar als een rubberbal stuitert hij steeds naar haar terug.

## Covers
De Britse zanger Marty Wilde nam in 1961 een coverversie op, die de negende plaats haalde in de UK Singles Chart.
In hetzelfde jaar nam Lill-Babs het nummer op in het Zweeds onder de titel Gummiboll.
Gary Lewis and the Playboys zetten het nummer op hun lp Hits Again! van 1966.